# Persea nudigemma
Persea nudigemma är en lagerväxtart som beskrevs av H. van der Werff. Persea nudigemma ingår i släktet avokador, och familjen lagerväxter. Inga underarter finns listade i Catalogue of Life.